# Germania-Denkmal (Ruhland)

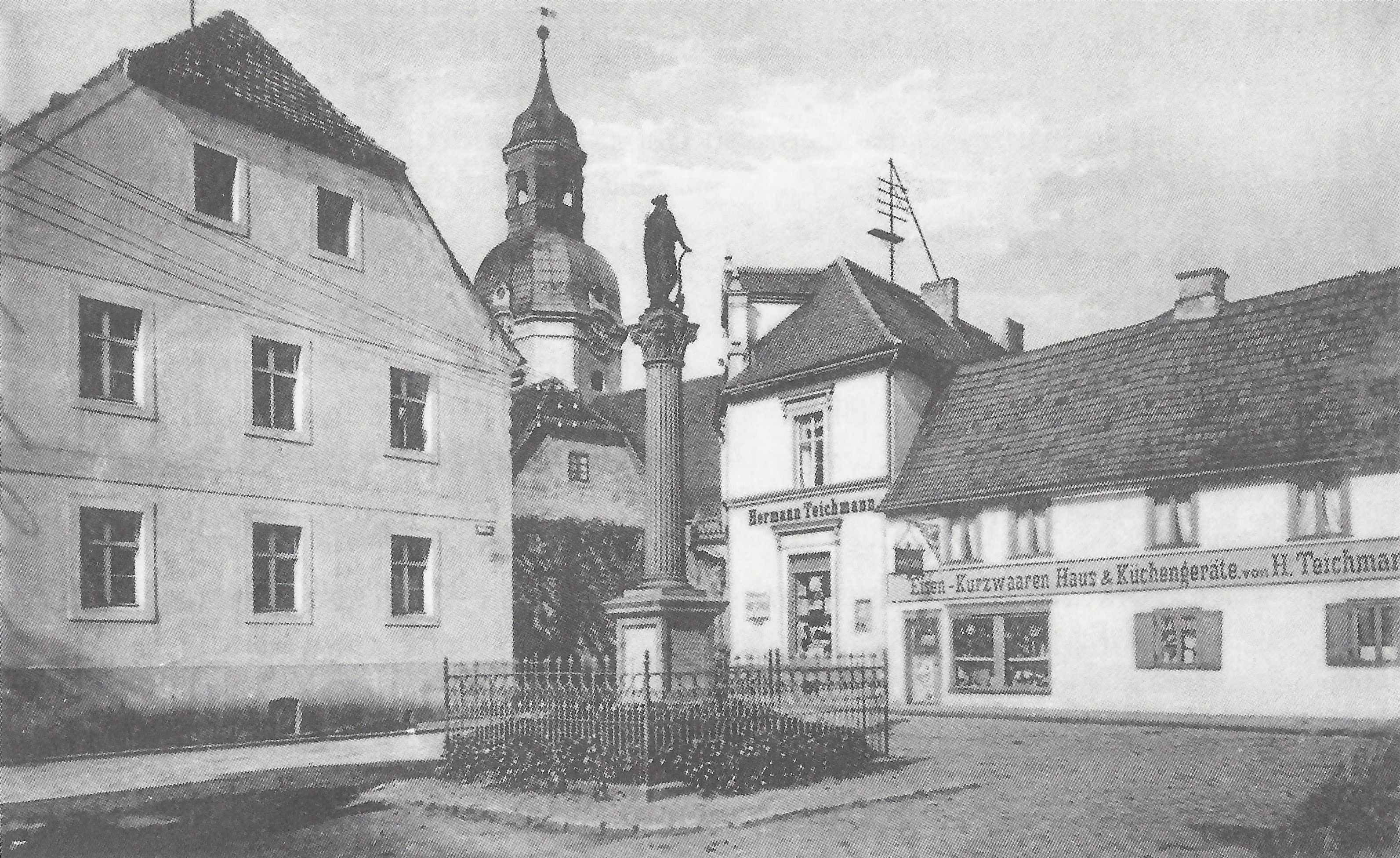
Brauhausplatz etwa 1900

Das Germania-Denkmal in Ruhland steht zwischen Kirchplatz und Bahnhofstraße. Erbaut 1875 mit der Auflistung von 1866 und 1870/1871 gefallenen Ruhlandern, wurde nach 1945 vorn die Sockelinschrift: „Die Toten der beiden Weltkriege mahnen zum Frieden“ angebracht. Im örtlichen Denkmalverzeichnis ist das Bauwerk unter der Erfassungsnummer 09120359 verzeichnet.

## Geschichte

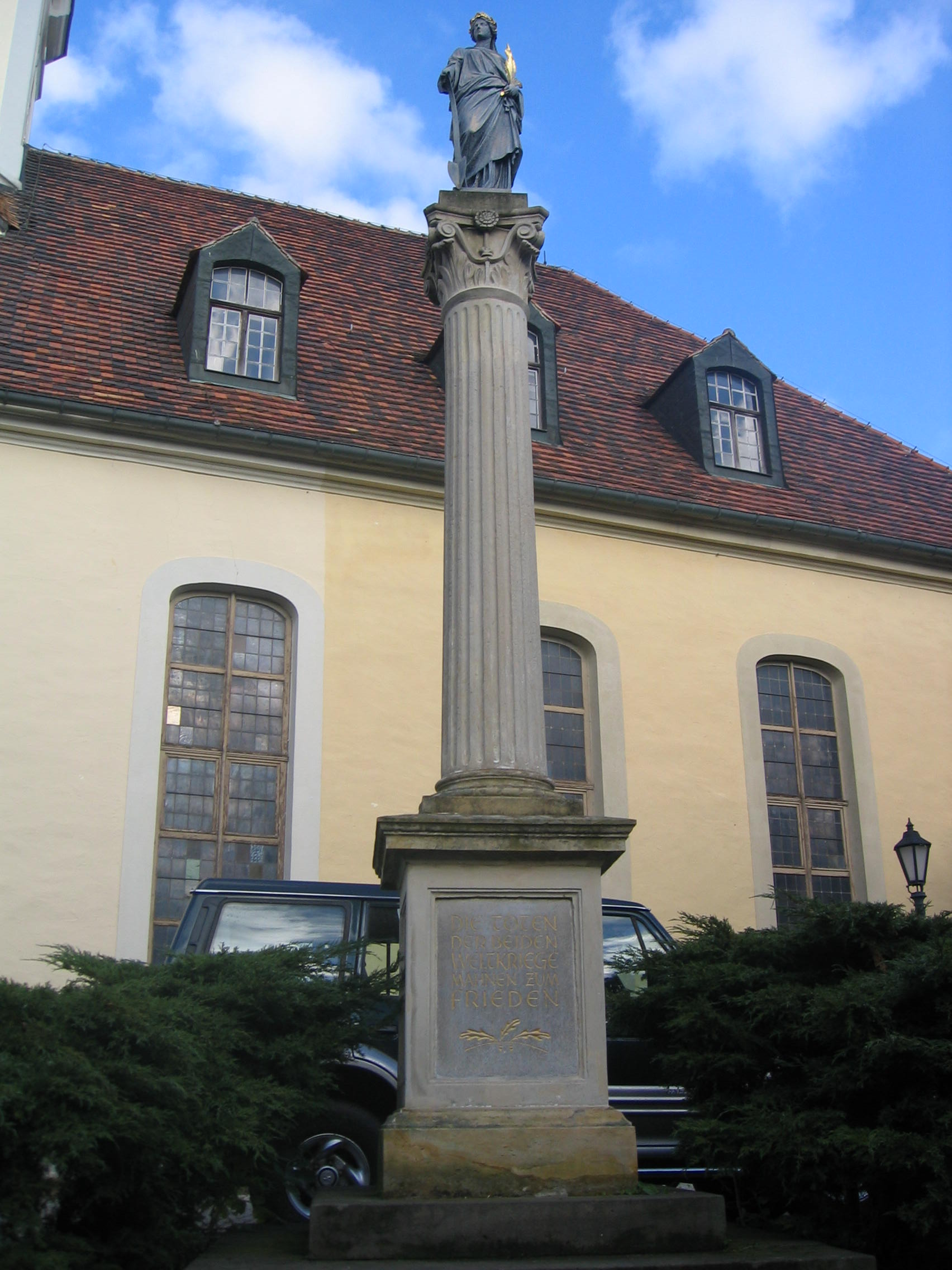
Ansicht von der Bahnhofstraße

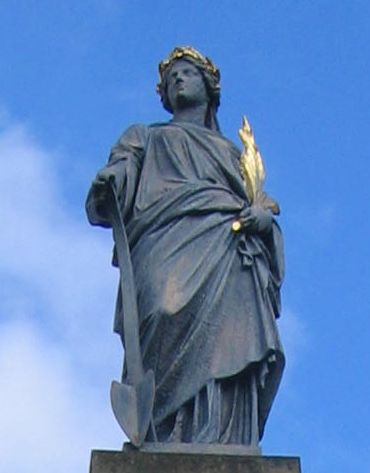
Germania-Statue mit Palmwedel und Spaten

Das Germania-Denkmal in Ruhland wurde 1875, ursprünglich auf dem Ruhlander Brauhausplatz mit Blick nach Nordosten, erbaut und im Oktober eingeweiht. Es diente dem Gedenken an die im Deutschen Krieg (1866) und im Deutsch-Französischen Krieg (1870/71) gefallenen Ruhlander Bürger. Zum Entwurf der Statue ist nichts bekannt, die Fertigung erfolgte vermutlich in der Kunstgießerei Lauchhammer. 1939 wurde das Denkmal aus verkehrstechnischen Gründen an den jetzigen Standort zwischen Kirchplatz und Bahnhofstraße umgesetzt.
Nach 1945 wurde vorn die Sockelinschrift: „Die Toten der beiden Weltkriege mahnen zum Frieden“ angebracht.
Der ortsansässige Steinmetzbetrieb Menzel hat etwa 1987 die Vergoldung der Statue und Anfang 2000 die Säule samt Plinte und Kapitell saniert.

## Lage
Das Denkmal steht nahe der Evangelischen Stadtkirche am Rand des Kirchplatzes ohne direkten Zugang von dort in einer kleinen Grünanlage zwischen den Wohngebäuden Bahnhofstraße 2 und 3. Der Zugang ist von der Bahnhofstraße gegenüber Haus 21.

## Gestaltung
Auf einer Säule steht die Germania-Statue mit Spaten und Palmwedel – starke Friedenssymbolik schon bei der Einweihung 1875. Die Statue ist südwestorientiert, das Gesicht nach Westen gewandt. Die Säule steht auf einem Stufenpodest und Sockel. Trotz der Nennung von 10 Gefallenen mit Dienstgrad, Todesort und Todesjahr war dies schon damals mehr Friedens- als Kriegerdenkmal.
Folgende 1866 und 1870/1871 gefallene Ruhlander werden (auf den Sockelinschriften nach Todesdatum geordnet) genannt:
| Dienstgrad  | Name       | Vorname | Todesdatum & Ort             |
| ----------- | ---------- | ------- | ---------------------------- |
| Tambour     | BIELIG     | G.      | 11.09.1870 in Joinville      |
| Grenadier   | EHRENTRAUT | C. G.   | 06.08.1870 bei Wörth         |
| Musketier   | HÄNICH     | C. T.   | 25.08.1870 bei Wörth         |
| Wehrmann    | LEPSKY     | A.      | 09.02.1871 bei Sedan         |
| Füsilier    | MIETH      | Fr.     | 21.10.1870 bei Malmaison     |
| Garde Gren. | NOTHING    | F. A.   | 13.12.1870 in Görlitz        |
| Artillerist | RUHLAND    | I. T.   | 19.09.1866 in Glogau         |
| Gefreiter   | SCHULZE    | G. Ed.  | 06.08.1870 bei Wörth         |
| Gefreiter   | TAMM       | G. Ed.  | 01.09.1870 bei Sedan         |
| Gefreiter   | TIETZE     | I. G.   | 14.09.1870 b. Pont a Mousson |

Die Nordseite des Sockels (der Kirche zugewandte Rückseite) trägt die Inschrift
| DEM ANDENKEN ihrer in den Jahren 1866 und 1870-71 im Kampf für das Vaterland gefallenen, sowie zurückgekehrter Krieger in dankbarer Erinnerung gewidmet von der Parochie Ruhland, 1875 |

Auf der Südseite (vorn) steht die Sockelinschrift: „Die Toten der beiden Weltkriege mahnen zum Frieden“, was den Mahncharakter verstärkt und das Gedenken an die Opfer des Zweiten Weltkriegs einbezieht, ohne diese namentlich zu nennen.

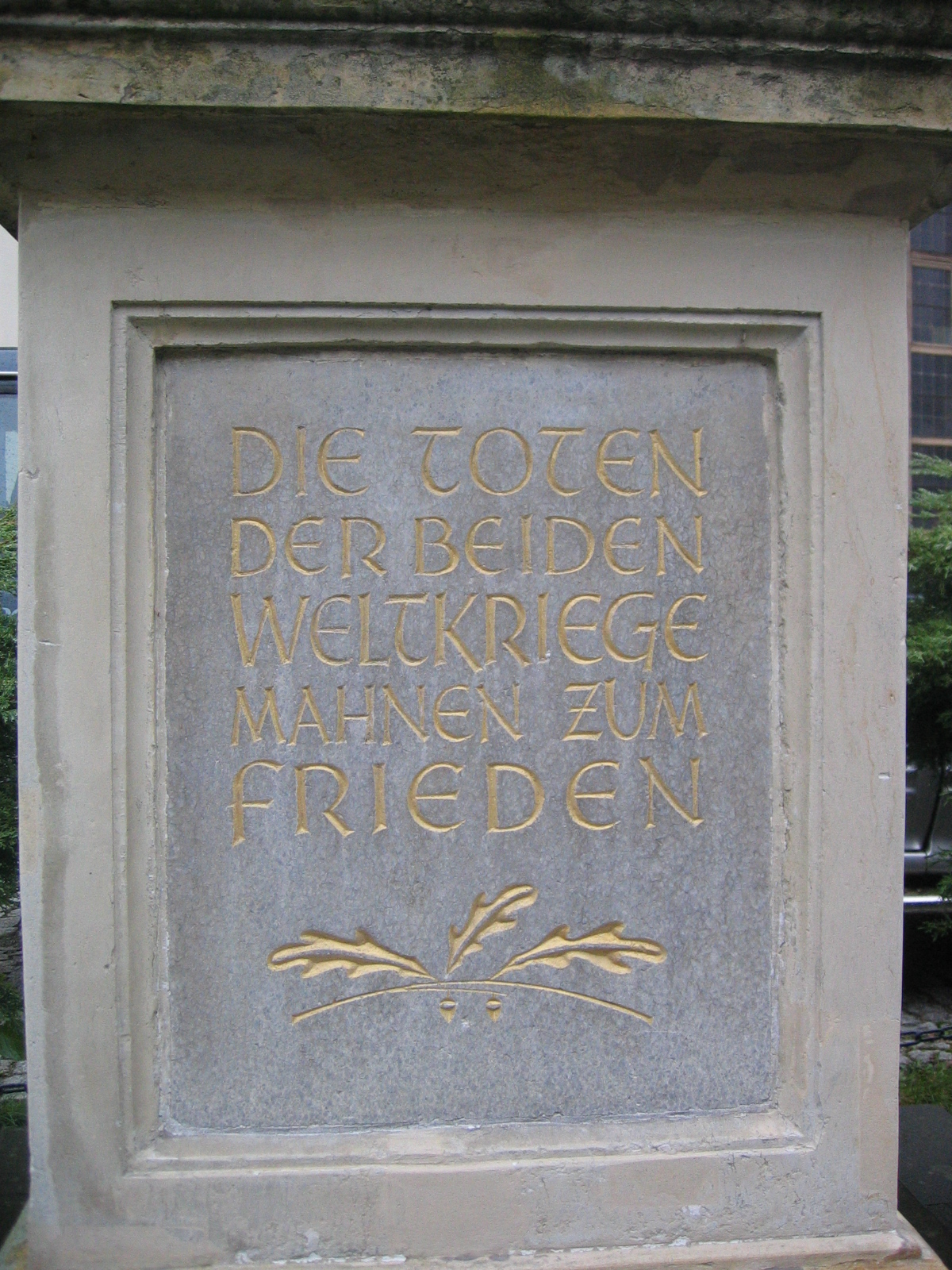
Sockel von vorn (Südseite)
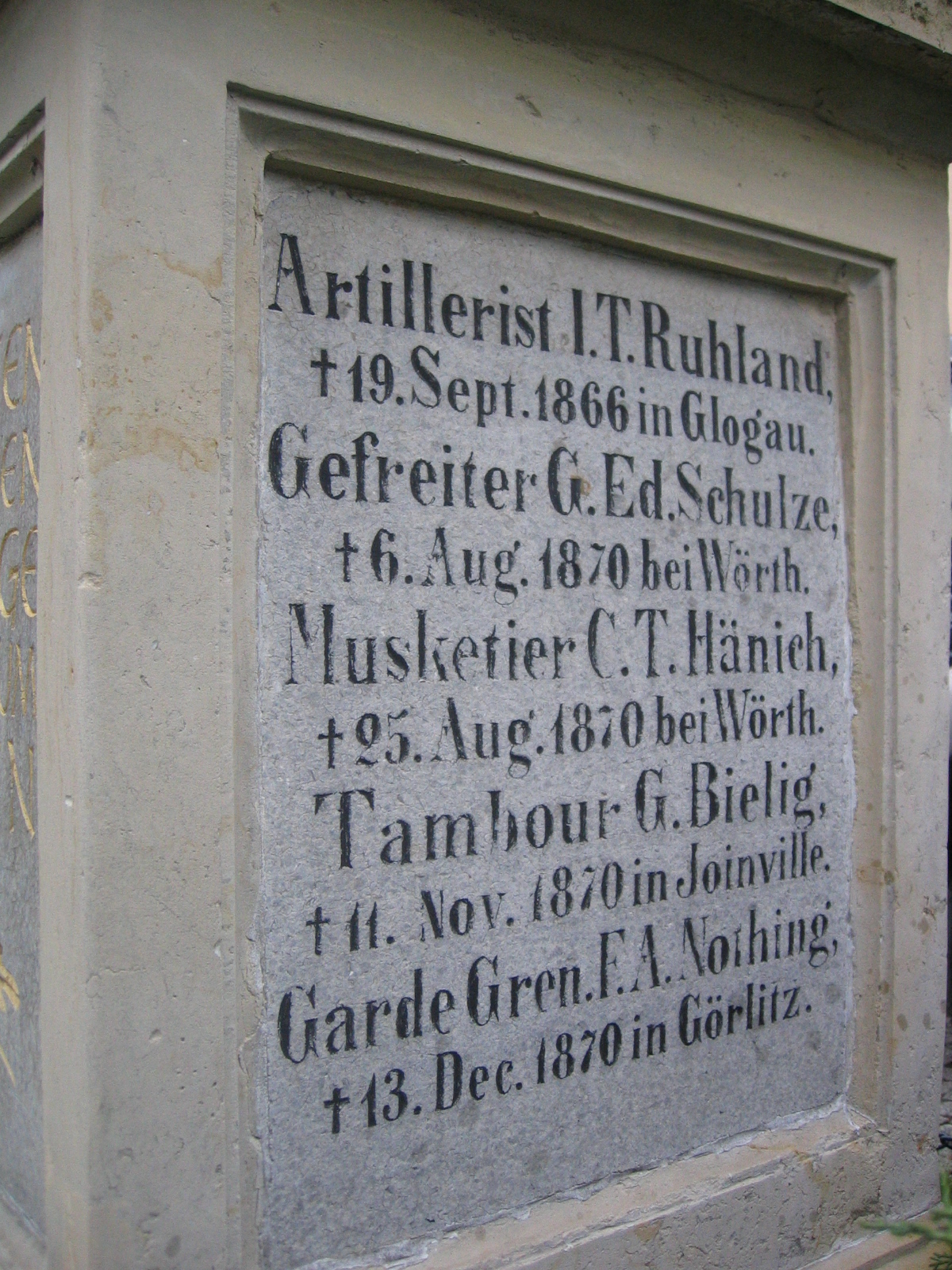
Sockel Ostseite: 5 Gefallene 1866 und 1870
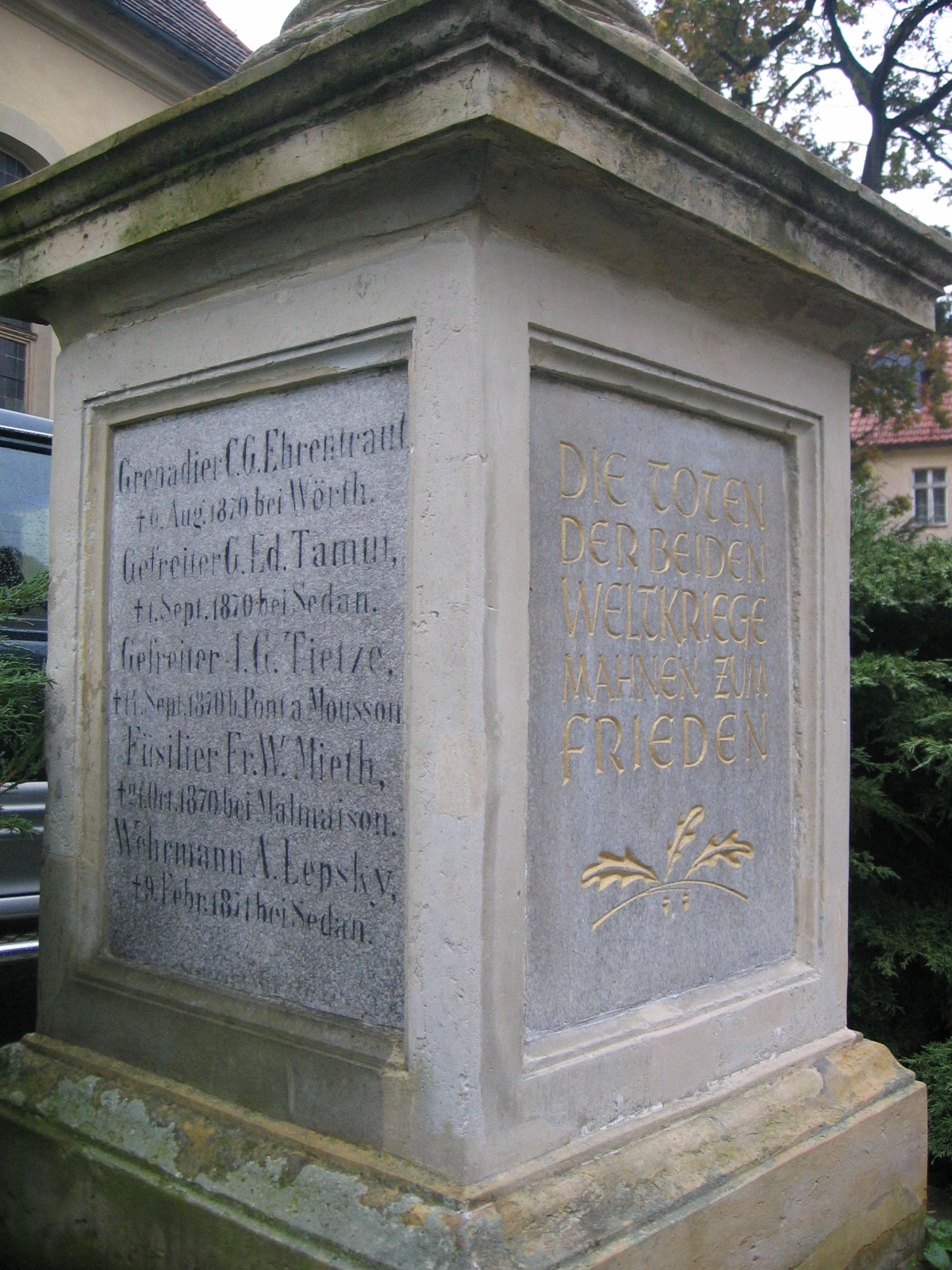
Sockel mit Westseite: 5 Gefallene 1870–1871
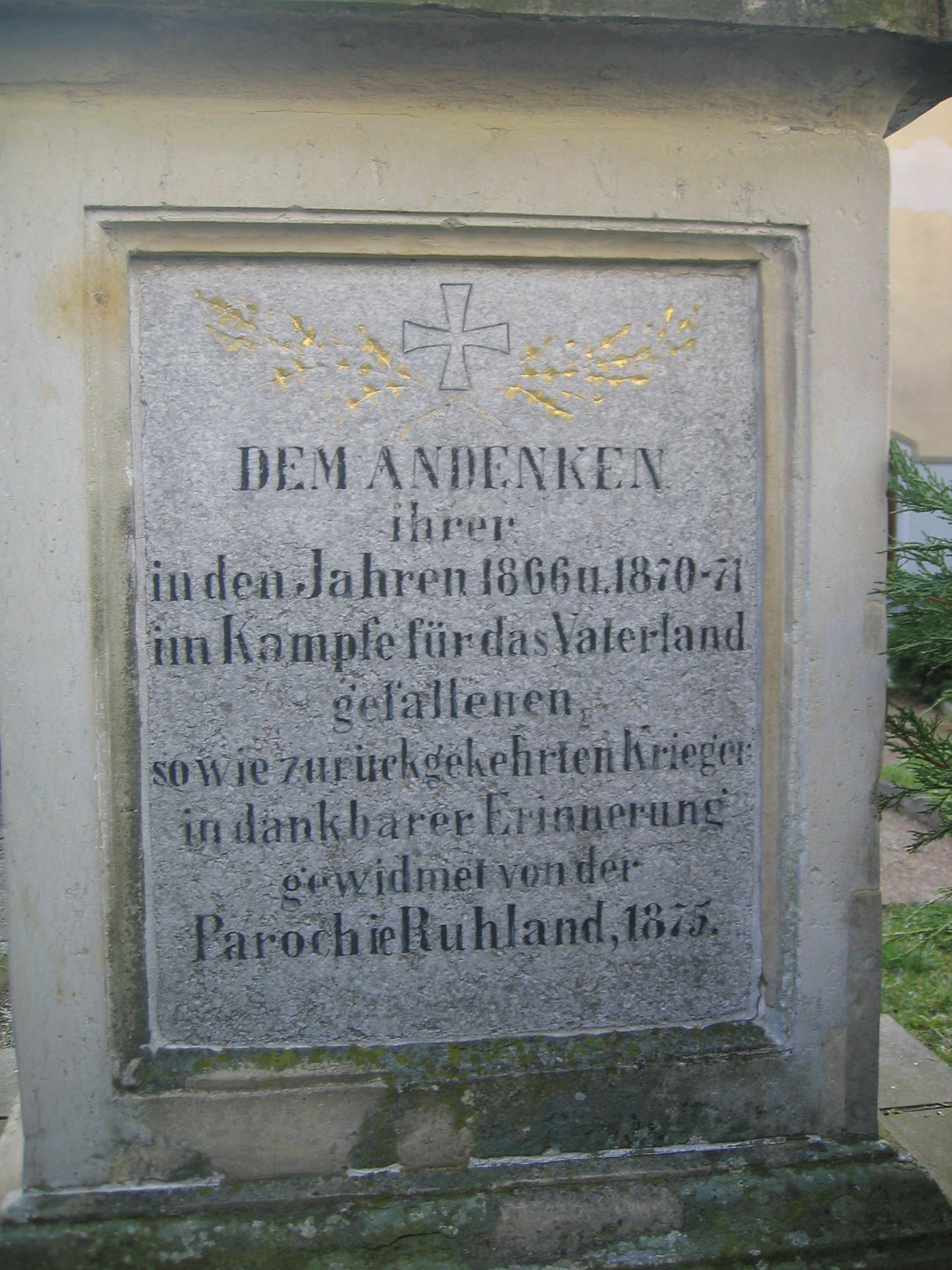
Sockel vom Kirchplatz (Nordseite, Rückseite der Statue)